# Carl Friedrich Gauss
Johann Carl Friedrich Gauss De-carlfriedrichgauss.oggⓘ; (Braunschweig, 30 de abril de 1777-Gotinga, 23 de febrero de 1855) fue un matemático, astrónomo, geodesta y físico alemán que contribuyó significativamente en muchos ámbitos, incluida la teoría de números, el análisis matemático, la geometría diferencial, la estadística, el álgebra, la geodesia, el magnetismo y la óptica. Considerado ya en vida como Princeps Mathematicorum, príncipe de los matemáticos, Gauss ha tenido una influencia notable en muchos campos de las matemáticas y de la ciencia. Fue de los primeros en extender el concepto de divisibilidad a otros conjuntos además de los números enteros.
Gauss pronto fue reconocido como un niño prodigio, pese a provenir de una familia campesina de padres con poca cultura: su madre sabía leer, aunque no escribir; su padre sí, pero en cuanto a las matemáticas, no pasaba de la aritmética más elemental. De Carl Friedrich Gauss existen muchas anécdotas acerca de su asombrosa precocidad. Hizo sus primeros grandes descubrimientos en el bachillerato, siendo apenas un adolescente, y completó su magnum opus, Disquisitiones arithmeticae, a los veintiún años (1798), aunque la obra no se publicó hasta 1801. Constituye un trabajo fundamental como consolidación de la teoría de los números y ha moldeado esta área hasta los días presentes.

## Biografía

### Infancia y juventud
Johann Carl Friedrich Gauss nació en el Ducado de Brunswick, Alemania, en el seno de una familia humilde. La madre, Dorothea Gauss, de soltera Bentze, era lista, de temperamento alegre y carácter firme. Había trabajado de criada antes de convertirse en la segunda esposa de Gebhard Dietrich Gauss. Su hijo estuvo muy ligado a ella, durante toda la vida. El padre pasó por muchas profesiones; entre ellas, jardinero, carnicero, albañil, asistente de comerciante y cajero de una pequeña casa de seguros. Hay anécdotas según las cuales Carl Friedrich a los tres años ya corregía las cuentas de su padre.
Desde muy pequeño, sin que nadie lo ayudara, a una temprana edad, asimiló muy rápido la aritmética elemental. Él mismo dijo, más tarde, que aprendió a calcular antes que a hablar. En 1784, a los siete años de edad, ingresó a una de las escuelas de primeras letras de Brunswick donde daba clases un maestro rural llamado Büttner, quien corrigió rápidamente su lectura, le enseñó la gramática y la ortografía del alto alemán estándar (ya que la lengua nativa de Gauss era el bajo alemán), así como caligrafía, además de perfeccionar su talento matemático. Lo animó a continuar el bachillerato, como consta en la carta que escribió para que lo admitieran en el gymnasium. Sin embargo, sus métodos severos y una estricta disciplina intimidaban a un muchacho sensible. 
Se cuenta la anécdota de que, a sus nueve años, durante la clase de aritmética, el maestro propuso el problema de sumar los números del 1 al 100, con la mera finalidad de mantener entretenidos a los chicos. Gauss halló la respuesta correcta al cabo de poquísimo tiempo. Cuando terminó la hora se comprobaron las soluciones y se vio que la de Gauss era correcta, mientras que no lo eran muchas de las de sus compañeros. 
Él, en vez de sumar directamente, había observado que tomando los números por pares, el primero y el último, luego el segundo y el penúltimo, y así sucesivamente, se obtiene 100+1 = 99+2 = 98+3 = 101 …, es decir, lo que se le pedía era equivalente a multiplicar 101 x 50: el pequeño Gauss había descubierto la fórmula de la suma de los términos de una progresión aritmética.
A los catorce años, fue presentado ante el duque de Brunswick, quien decidió ayudarle económicamente, lo que le permitió continuar sus estudios en el Collegium Carolinum, una escuela de élite. Allí sorprendió a todos con su facilidad para las lenguas. Llegó a dominar el griego y el latín en muy poco tiempo. Estuvo tres años en el Collegium y, al salir, no tenía claro si quería dedicarse a las matemáticas o a la filología. En esa época ya había descubierto su ley de los mínimos cuadrados, lo que indica el temprano interés de Gauss por la teoría de errores de observación y su distribución.
A los diecisiete años tuvo sus primeras ideas intuitivas sobre la posibilidad de otro tipo de geometría. A los dieciocho, Gauss se dio a la tarea de completar lo que, a su juicio, habían dejado sin concluir sus predecesores en materia de teoría de números. Así descubrió su pasión por la aritmética, área en la que poco después tuvo sus primeros triunfos. Su gusto por la aritmética prevaleció por toda su vida, ya que para él «las matemáticas serían la reina de las ciencias y la teoría de números sería la reina de las matemáticas».

### Madurez

Distribución normal, también conocida como distribución de Gauss en cuatro gráficas distintas. Tres de ellas muestran la misma media.

En 1796 demostró que se puede dibujar un polígono regular de 17 lados con regla y compás.
Fue el primero en probar rigurosamente el teorema fundamental del álgebra (disertación para su tesis doctoral en 1799), aunque una prueba casi completa de dicho teorema había sido presentada por Jean Le Rond d'Alembert anteriormente. Profundizó en ecuaciones diferenciales y secciones cónicas.
En 1801 publicó el libro Disquisitiones arithmeticae, con seis secciones dedicadas a la teoría de números, dándole a esta rama de las matemáticas una estructura sistematizada. En la última sección del libro expone su tesis doctoral. Ese mismo año predijo la órbita de Ceres aproximando parámetros por mínimos cuadrados. La búsqueda del planetoide había despertado gran interés en el mundo científico.
En 1809 fue nombrado director del Observatorio de Gotinga, puesto en que se mantuvo el resto de su vida, a pesar de que no le faltaban ofertas interesantes. En este mismo año publicó Theoria motus corporum coelestium in sectionibus conicis Solem ambientium, describiendo cómo calcular la órbita de un planeta y cómo refinarla posteriormente. Estos métodos están actualmente un poco modificados, sobre todo porque se han adaptado al uso de grandes ordenadores, pero en lo esencial no se han podido mejorar. Pero Gauss se dedicó a más actividades aparte de las matemáticas y la astronomía. Puso en marcha la agrimensura de Hannover, y en los primeros años se encargó él solo prácticamente de todo, del trabajo de campo y de la evaluación de los datos. Con Wilhelm Weber estudió la electricidad y el magnetismo, de donde se obtuvo, como producto secundario, el telégrafo.
En 1835 Carl Friedrich Gauß formularía la ley de Gauss, o teorema de Gauss. Esta ley sería una de sus contribuciones más importantes en el campo del electromagnetismo, y de ella derivarían dos de las cuatro ecuaciones de Maxwell. Muchos de sus resultados e ideas no las llegó a publicar en vida. Él tenía que estar muy seguro de que su trabajo estaba perfecto, guiándose por el lema "Pauca sed matura", es decir, "Poco, pero maduro". Gauss era partidario de la severidad de los "antiguos geómetras", es decir, quería, derivar las afirmaciones matemáticas a partir de un pequeño número de axiomas, como hizo Euclides. Su rigor y su estilo han influido en las matemáticas hasta nuestros días.

### Vida personal
Gauss se casó en 1805 con Johanna Elizabeth Rosina Osthoff. Con ella tuvo tres hijos: Carl Joseph (1806 - 1873), Wilhelmina (1808 - 1840) y Louis en septiembre de 1809. La madre falleció al mes siguiente como consecuencia del parto, y el niño en marzo de 1810. Gauss cayó en una depresión. Volvió a casarse en agosto de ese año con la mejor amiga de Johanna, Friederica Wilhelmine Waldeck, que falleció en 1831 tras haber padecido de tuberculosis durante trece años. Con esta última tuvo tres hijos: el matemático Eugene (1811 - 1896), quien emigró a América y fundó un banco; Wilhelm August Carl Matthias (1813 - 1879), quien siguió a su hermano y también se hizo rico; y Henriette Wilhelmine Caroline Therese (1816 - 1864), la cual se ocupó del hogar tras la muerte de su madre y hasta el fallecimiento de Gauss, en Gotinga el 23 de febrero de 1855.

### Creencias religiosas
Gauss era un  luterano protestante, miembro de la iglesia evangélica luterana de St. Albans en Göttingen. Una posible evidencia de que Gauss creía en Dios proviene de su respuesta después de resolver un problema que lo había derrotado previamente: Finalmente, hace dos días, lo logré-no por mis duros esfuerzos, sino por la gracia del Señor. Uno de sus biógrafos, G. Waldo Dunnington, describió las opiniones religiosas de Gauss de la siguiente manera:

Para él la ciencia era el medio de exponer el núcleo inmortal del alma humana. En los días de su plenitud, le proporcionó recreación y, por las perspectivas que le abrió, le dio consuelo. Hacia el final de su vida, le aportó confianza. El Dios de Gauss no era una fría y distante invención de la metafísica, ni una caricatura distorsionada de la teología amargada. Al hombre no se le concede esa plenitud de conocimiento que le permitiría sostener con arrogancia que su visión borrosa es la luz completa y que no puede haber ninguna otra que pueda informar de la verdad como lo hace la suya. Para Gauss, no se acepta al que murmura su credo, sino al que lo vive. Él creía que una vida dignamente gastada aquí en la tierra es la mejor, la única, preparación para el cielo. La religión no es una cuestión de literatura, sino de vida. La revelación de Dios es continua, no está contenida en tablas de piedra o pergaminos sagrados. Un libro es inspirado cuando inspira. La idea inquebrantable de la continuidad personal después de la muerte, la firme creencia en un último regulador de las cosas, en un Dios eterno, justo, omnisciente y omnipotente, constituían la base de su vida religiosa, que armonizaba completamente con su investigación científica.

Aparte de su correspondencia, no se conocen muchos detalles sobre el credo personal de Gauss. Muchos biógrafos de Gauss no se ponen de acuerdo sobre su postura religiosa, ya que Bühler y otros lo consideran un deísta con opiniones muy poco ortodoxas, mientras que Dunnington (admitiendo que Gauss no creía literalmente en todos los dogmas cristianos y que se desconoce lo que creía en la mayoría de las cuestiones doctrinales y confesionales) señala que era, al menos, un luterano nominal. escribe:

No se sabe exactamente lo que creía Gauss en la mayoría de las cuestiones doctrinales y confesionales. No creía literalmente en todos los dogmas cristianos. Oficialmente era miembro de la iglesia de San Albano (evangélica luterana) en Gottingen. Todos los bautizos, entierros y bodas de su familia tuvieron lugar allí. Tampoco se sabe si asistía regularmente a la iglesia o si contribuía económicamente. Un colega de la facultad calificó a Gauss de deísta, pero hay buenas razones para creer que esta etiqueta no encajaba bien. Gauss poseía una fuerte tolerancia religiosa que trasladaba a toda creencia originada en lo más profundo del corazón humano. Esta tolerancia no debe confundirse con la indiferencia religiosa. Se interesó especialmente por el desarrollo religioso del género humano, sobre todo en su propio siglo. Con respecto a las múltiples denominaciones, que con frecuencia no coincidían con sus puntos de vista, siempre subrayó que no está justificado perturbar la fe de los demás, en la que encuentran consuelo para los sufrimientos terrenales y un refugio seguro en los días de infortunio

.

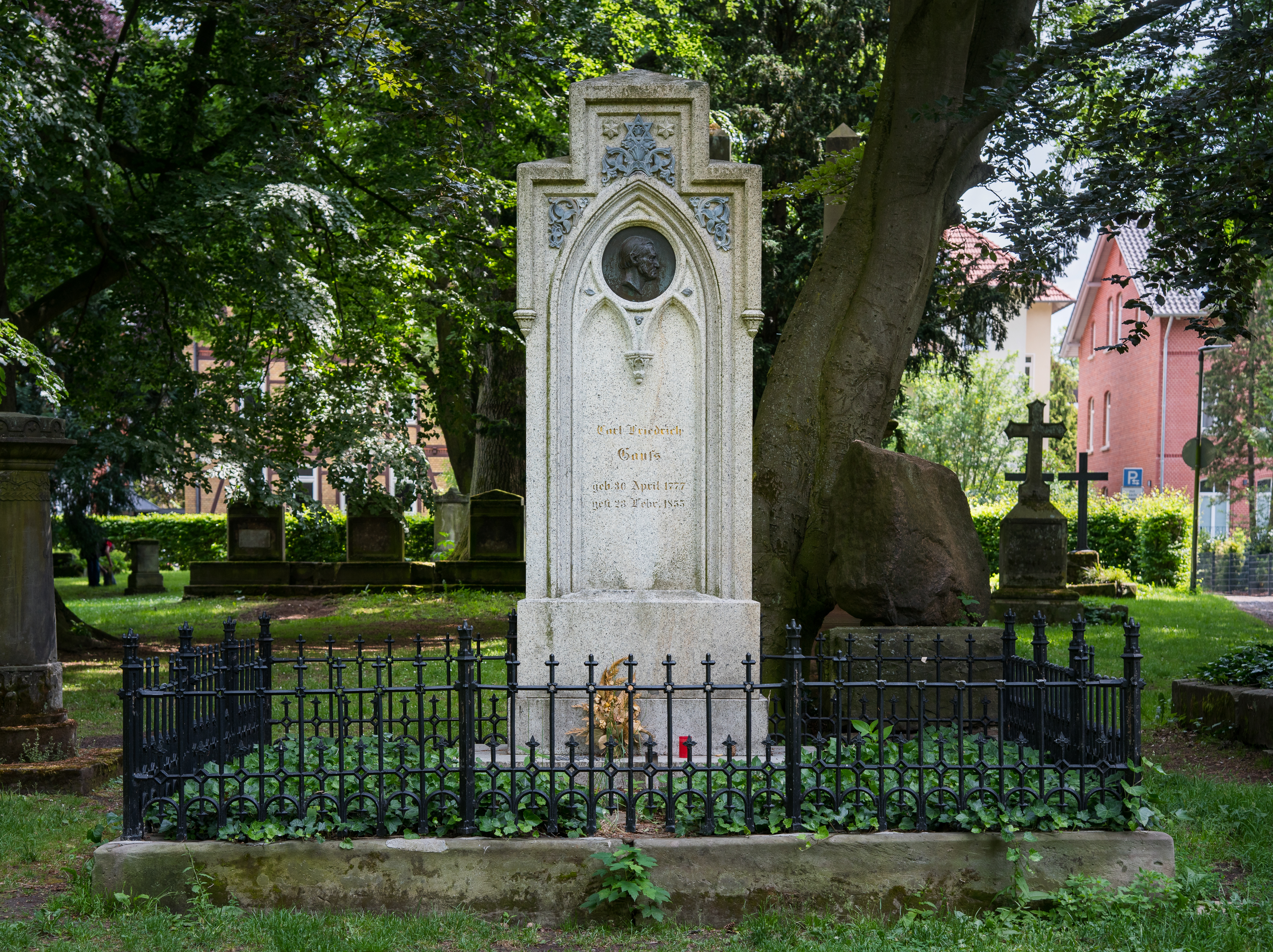
Tumba de Gauss en el Cementerio Albani en Gotinga, Alemania

En relación con esto, existe un registro de una conversación entre  Rudolf Wagner y Gauss, en la que discutieron el libro de William Whewell De la pluralidad de mundos. En esta obra, Whewell había descartado la posibilidad de que existiera vida en otros planetas, basándose en argumentos teológicos, pero ésta era una postura con la que tanto Wagner como Gauss no estaban de acuerdo. Más tarde, Wagner explicó que no creía plenamente en la Biblia, aunque confesó que "envidiaba" a los que podían creer fácilmente. cita: 

Liga, creo que eres más creyente en la Biblia que yo. No lo soy, y, añadió, con la expresión de una gran emoción interior, eres mucho más feliz que yo. Debo decir que tantas veces, en épocas anteriores, cuando veía a gente de las clases bajas, simples trabajadores manuales que podían creer tan correctamente con sus corazones, siempre los envidiaba, y ahora, continuó, con voz suave y esa ingenua manera infantil que le era peculiar, mientras una lágrima acudía a sus ojos, dime cómo se empieza esto...

Esto les llevó más tarde a discutir el tema de la fe, y en algunos otros comentarios religiosos, Gauss dijo que había sido más influenciado por teólogos como el ministro luterano Paul Gerhardt que por Moisés. Otras influencias religiosas fueron Wilhelm Braubach, Johann Peter Süssmilch y el Nuevo Testamento. Dos obras religiosas que Gauss leía con frecuencia eran la Seelenlehre de Braubach (Giessen, 1843) y la Gottliche de Süssmilch (Ordnung gerettet A756); también dedicó bastante tiempo al Nuevo Testamento en el original griego.
Dunnington profundiza en las opiniones religiosas de Gauss escribiendo: 

La conciencia religiosa de Gauss se basaba en una insaciable sed de verdad y en un profundo sentimiento de justicia que se extendía tanto a los bienes intelectuales como a los materiales. Concebía la vida espiritual en todo el universo como un gran sistema de ley penetrado por la verdad eterna, y de esta fuente obtuvo la firme confianza de que la muerte no acaba con todo.

Gauss declaró que creía firmemente en la vida después de la muerte, y veía la espiritualidad como algo esencialmente importante para el ser humano. Se le citó afirmando: "El mundo sería un sinsentido, toda la creación un absurdo sin la inmortalidad" 
Aunque no era practicante, Gauss defendía firmemente la tolerancia religiosa, creyendo "que no está justificado perturbar la creencia religiosa de otro, en la que encuentra consuelo para las penas terrenales en tiempos de problemas". Cuando su hijo Eugene anunció que quería ser misionero cristiano, Gauss lo aprobó, diciendo que, independientemente de los problemas dentro de las organizaciones religiosas, el trabajo misionero era una tarea "altamente honorable".

## Disquisitiones arithmeticae

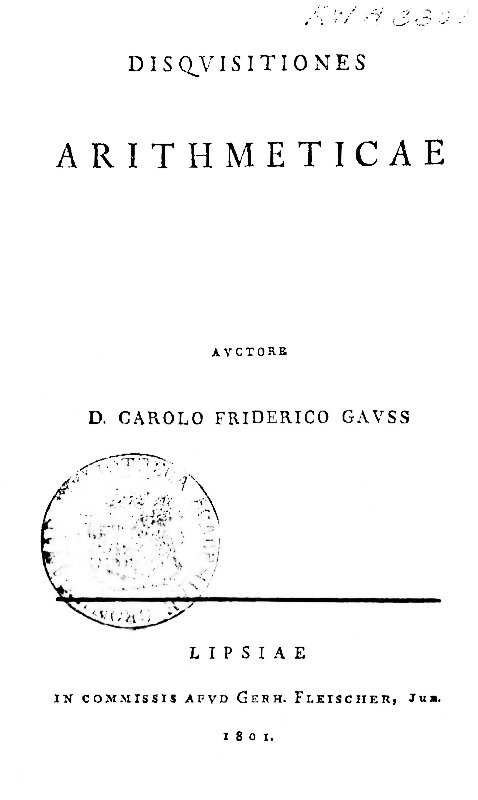
Cubierta de la edición original de Disquisitiones arithmeticae de Carl Friedrich Gauss, libro fundamental de la teoría de números.

La primera estancia de Gauss en Gotinga duró tres años, que fueron de los más productivos de su vida. Regresó a su ciudad natal Brunswick a finales de 1798 sin haber recibido ningún título en la Universidad, pero en ese momento su primera obra maestra, Disquisitiones arithmeticae, estaba casi lista aunque no se publicó por primera vez hasta 1801.
Este libro, escrito en latín, está dedicado a su mecenas, el duque Ferdinand, por quien Gauss sentía mucho respeto y agradecimiento. Es un tratado de la teoría de números en el que se sintetiza y perfecciona todo el trabajo previo en esta área. La obra consta de 8 capítulos pero el octavo no se pudo imprimir por cuestiones financieras. El teorema fundamental del álgebra establece que un polinomio en una variable, no constante y a coeficientes complejos, tiene tantas raíces como su grado.

### Contribuciones a la teoría del potencial
El teorema de la divergencia de Gauss, de 1835 pero publicado en 1867, es fundamental para la teoría del potencial y la física. Coloca en un campo vectorial la integral del volumen para la divergencia de un campo vectorial en relación con la integral de superficie del campo vectorial alrededor de dicho volumen.

## Carrera y logros

### Álgebra
En su doctorado in absentia de 1799, Una nueva demostración del teorema de que toda función algebraica racional integral de una variable puede resolverse en factores reales de primer o segundo grado, Gauss demostró el teorema fundamental del álgebra que afirma que todo polinomio monovariable no constante con coeficientes complejos tiene al menos una raíz compleja. Matemáticos como Jean le Rond d'Alembert habían producido pruebas falsas antes que él, y la disertación de Gauss contiene una crítica al trabajo de d'Alembert. Irónicamente, según los estándares actuales, el propio intento de Gauss no es aceptable, debido al uso implícito del teorema de la curva de Jordan. Sin embargo, posteriormente produjo otras tres pruebas, la última de ellas en 1849, generalmente rigurosa. Sus intentos aclararon considerablemente el concepto de números complejos.
Gauss también hizo importantes contribuciones a la teoría de los números con su libro de 1801 Disquisitiones Arithmeticae (latín, Investigaciones Aritméticas), que, entre otras cosas, introdujo el símbolo de la «triple barra» ≡ para la congruencia y lo utilizó en una presentación limpia de la aritmética modular, contenía las dos primeras pruebas de la ley de reciprocidad cuadrática, desarrollaba las teorías de las formas cuadráticas binarias y ternarias, enunciaba el problema del número de clase para ellas, y demostraba que un heptadecágono regular (polígono de 17 lados) puede ser construido con regla y compás. Parece que Gauss ya conocía la fórmula del número de clase en 1801.
Además, demostró los siguientes teoremas conjeturados:
- Teorema del número poligonal de Fermat para n = 3
- Último teorema de Fermat para n = 5
- Regla de los signos de Descartes
- Conjetura de Kepler para arreglos regulares

También
- explicó el pentagramma mirificum (véase sitio web de la Universidad de Bielefeld)
- desarrolló un algoritmo para determinar el fecha de Pascua
- inventó el algoritmo FFT de Cooley-Tukey para calcular las Transformada de Fourier discretas 160 años antes que Cooley y Tukey

### Astronomía

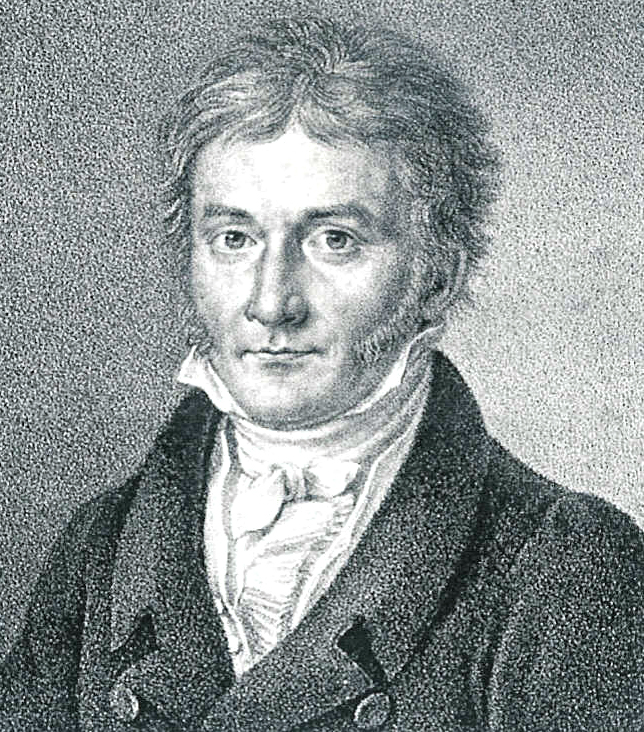
Retrato de Gauss publicado en Astronomische Nachrichten (1828)

El 1 de enero de 1801, el astrónomo italiano Giuseppe Piazzi descubrió el planeta enano Ceres. Piazzi pudo rastrear a Ceres durante algo más de un mes, siguiéndolo durante tres grados a través del cielo nocturno. Luego desapareció temporalmente tras el resplandor del Sol. Varios meses después, cuando Ceres debería haber reaparecido, Piazzi no pudo localizarlo: las herramientas matemáticas de la época no eran capaces de extrapolar una posición a partir de una cantidad tan escasa de datos —tres grados representan menos del 1 % de la órbita total—. Gauss se enteró del problema y lo abordó. Después de tres meses de intenso trabajo, predijo una posición para Ceres en diciembre de 1801 —aproximadamente un año después de su primer avistamiento— y resultó ser exacta con medio grado cuando fue redescubierto por Franz Xaver von Zach el 31 de diciembre en Gotha, y un día después por Heinrich Olbers en Bremen. Esta confirmación llevó finalmente a la clasificación de Ceres como planeta menor con la designación 1 Ceres: el primer asteroide (ahora planeta enano) jamás descubierto.

### Levantamiento geodésico

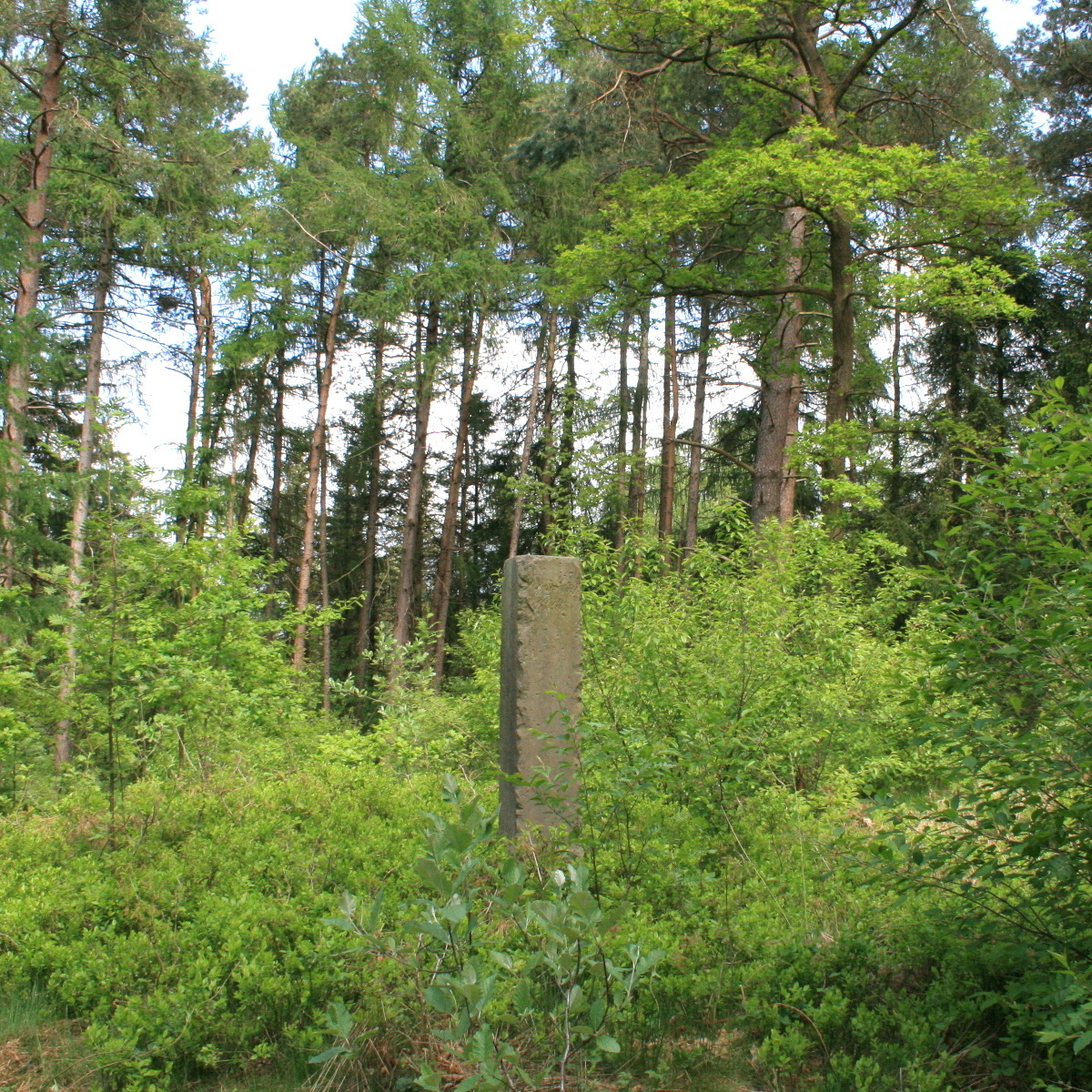
Marcador de medición en piedra en Garlste, ahora Garlstedt

En 1818 Gauss, poniendo en práctica sus conocimientos de cálculo, realizó un levantamiento topográfico del Reino de Hannover, enlazando con anteriores levantamientos daneses. Para ayudar al levantamiento, Gauss inventó el heliotropo, un instrumento que utiliza un espejo para reflejar la luz del sol a grandes distancias, para medir posiciones.

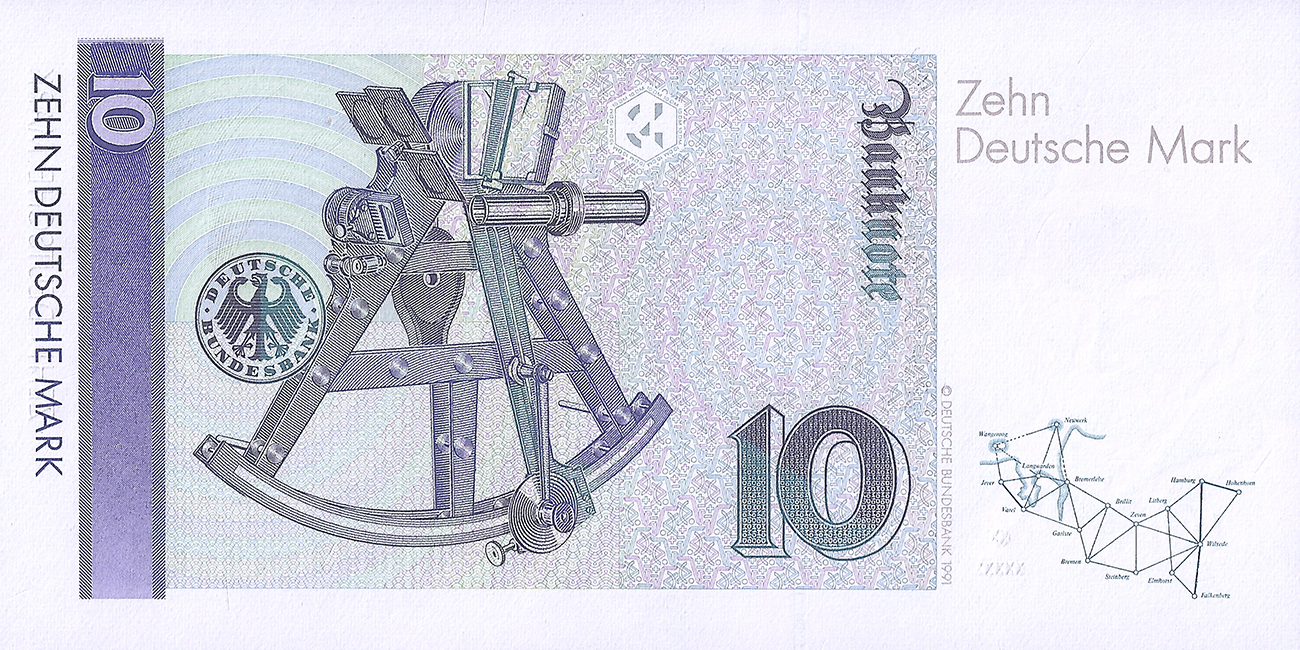
Detrás del billete de 10 marcos alemanes (1993; descatalogado) con el heliotropo y una sección de la red de triangulación realizada por Gauss, en la que se utilizó este instrumento

.

### Geometrías no euclidianas
Gauss también afirmó haber descubierto la posibilidad de geometrías no euclidianas, pero nunca la publicó. Este descubrimiento supuso un importante cambio de paradigma en las matemáticas, ya que liberó a los matemáticos de la creencia errónea de que los axiomas de Euclides eran la única forma de hacer que la geometría fuera coherente y no contradictoria.

### Magnetismo
En 1831, Gauss desarrolló una fructífera colaboración con el profesor de física Wilhelm Weber, que condujo a nuevos conocimientos sobre magnetismo (incluida la búsqueda de una representación de la unidad de magnetismo en términos de masa, carga y tiempo) y al descubrimiento de las  leyes de circuito de Kirchhoff en electricidad. Fue durante este tiempo que formuló la ley de su homónimo. Construyeron el primer telégrafo electromecánico en 1833, que conectaba el observatorio con el instituto de física de Gotinga. Gauss ordenó la construcción de un observatorio magnético en el jardín del observatorio, y con Weber fundó el Magnetischer Verein (asociación magnética), que apoyó las mediciones del campo magnético de la Tierra en muchas regiones del mundo. Desarrolló un método para medir la intensidad horizontal del campo magnético que estuvo en uso hasta bien entrada la segunda mitad del siglo XX, y elaboró la teoría matemática para separar las fuentes internas y externas (magnetosféricas) del campo magnético de la Tierra.

## Publicaciones
- 1799: Disertación sobre el teorema fundamental del álgebra, con el título Demonstratio nova theorematis omnem functionem algebraicam rationalem integram unius variabilis in factores reales primi vel secundi gradus resolvi posse (Nuevas pruebas del teorema donde cada función integral algebraica de una variable puede resolverse en factores reales de primer o segundo grado).
- 1801: Disquisitiones Arithmeticae.
- 1809: Theoria Motus Corporum Coelestium in sectionibus conicis solem ambientium (Teoría del movimiento de los cuerpos celestes que giran alrededor del sol en secciones cónicas), trad. al inglés × C. H. Davis, reimpreso en 1963, Dover, NY.
- 1821, 1823 & 1826: Theoria combinationis observationum erroribus minimis obnoxiae. Tres disertaciones referentes al cálculo de probabilidades como fundamento de la Ley de Gauss de la propagación de errores. trad. al inglés × G. W. Stewart, 1987, Society for Industrial Mathematics.
- 1827: Disquisitiones generales circa superficies curvas, Commentationes Societatis Regiae Scientiarum Gottingesis Recentiores. Volume VI, pp. 99-146. "Investigaciones generales sobre superficies curvas" (edición de 1965) Raven Press, New York, trad. × A. M. Hiltebeitel & J. C. Morehead.
- 1843/44: Investigaciones sobre objetos de geodesia superior. Primera disertación., Disertaciones de la Sociedad Real de las Ciencias en Gotinga. Segundo tomo., pp. 3-46.
- 1846/47: Investigaciones sobre objetos de geodesia superior. Segunda disertación., Disertaciones de la Sociedad Real de las Ciencias en Gotinga. Tercer tomo., pp. 3-44.
- Mathematisches Tagebuch 1796–1814, Ostwaldts Klassiker, Harri Deutsch Verlag 2005, mit Anmerkungen von Neumamn, ISBN 978-3-8171-3402-1 Diario matemático. Con anotaciones de Neumann.

## Epónimos
Llevan el nombre del matemático alemán:
- El Premio Carl Friedrich Gauss, entregado por la UMI (Unión Matemática Internacional) cada cuatro años desde 2006.
- El gauss es una unidad de medida de campo magnético. (En el Sistema Internacional de unidades se usa el tesla.)
- La Expedición Gauss, la primera expedición alemana a la Antártida, a bordo del barco Gauss.
- El cañón Gauss, un tipo de cañón a base de electroimanes.
- Gauss se trata de un personaje jugable en el videojuego de disparos de tercera persona Warframe
- GAUSS, un lenguaje de programación.
- La Torre Gauss o Gaußturm, una torre de observación en Dransfeld, Alemania.
- El asteroide (1001) Gaussia
- El cráter lunar Gauss
- Fórmulas y teoremas físicos y matemáticos:
  - La distribución de Gauss o distribución normal es una distribución de probabilidad.
  - La curva de Gauss, campana de Gauss o función gaussiana es una función matemática que describe la distribución de Gauss.
  - La ley de Gauss relaciona el flujo eléctrico a través de una superficie cerrada y la carga eléctrica encerrada en esta superficie.
  - El teorema de la divergencia, también llamado teorema de Gauss o teorema de Gauss-Ostrogradsky, es un teorema que relaciona la divergencia matemática de un campo vectorial con el valor de la integral de superficie del flujo definido por este campo.
  - El teorema de Gauss-Bonnet es una proposición sobre superficies que conecta su geometría con su topología.
  - El sistema Gauss-Krüger, en cartografía, es un sinónimo del sistema de proyección Transverse Mercator.
  - La cuadratura de Gauss es una aproximación de una integral definida de una función que selecciona los puntos de la evaluación de manera óptima y no en una forma igualmente espaciada.
  - La eliminación de Gauss-Jordan es un algoritmo del álgebra lineal para determinar las soluciones de un sistema de ecuaciones lineales, encontrar matrices e inversas.